# Карніївка
Карніївка — річка в Любомльському та Старовижівському районах Волинської області, ліва притока Вижівки (басейн Дніпра).

## Опис
Довжина річки приблизно 10 км. Висота витоку над рівнем моря — 197 м, висота гирла — 171 м, падіння річки — 26 м, похил річки — 2,6 м/км. Формується з багатьох безіменних струмків.

## Розташування
Бере початок у селі Черемошна Воля. Тече на схід і на південно-західній стороні від села Галина Воля впадає в річку Вижівку, праву притоку Прип'яті.